# سیارک ۸۲۲۴
سیارک ۸۲۲۴ (به انگلیسی: 8224 Fultonwright، نامگذاری:1996PE) هشت هزار و دویست و بیست و چهارمین سیارک کشف شده‌است که در ۶ اوت ۱۹۹۶ کشف شد.
قدر مطلق سیارک برابر ۱۴٫۲۰ است.